# Hnutie Slovensko
Hnutie Slovensko (slowakisch für „Slowakei-Bewegung“), bis November 2023 Obyčajní ľudia a nezávislé osobnosti (slowakisch für „Gewöhnliche Leute und unabhängige Personen“), Abkürzung SLOVENSKO oder HS, ist eine konservative Protestpartei in der Slowakei. Die Partei ist mit 10 Abgeordneten im Nationalrat der Slowakischen Republik vertreten.

## Geschichte
Bei der Parlamentswahl 2010 kandidierten OĽaNO-Mitglieder auf hinteren Plätzen der Liste der Sloboda a Solidarita (SaS). Durch Vorzugsstimmen wurden vier OĽaNO-Mitglieder ins Parlament gewählt. Die OĽaNO-Abgeordneten schlossen sich der SaS-Fraktion an und stützten die Regierung Iveta Radičová. Nachdem der Sprecher der Gruppe Igor Matovič bei einer Abstimmung über ein neues Staatsbürgerschaftsgesetz mit der oppositionellen SMER – sociálna demokracia votiert hatte, wurde er aus der Fraktion ausgeschlossen.
Am 11. November 2011 wurde die Vereinigung als eigenständige Partei registriert.
Zur vorgezogenen Parlamentswahl 2012 trat die OĽaNO mit einer eigenen Liste an. Unter den 150 Kandidaten fanden sich auch Mitglieder der slowakischen Piratenpartei. Die 2010 gewählten Parlamentarier kandidierten auf den letzten vier Plätzen der Liste. Die OĽaNO landete mit 8,55 % der Stimmen und 16 Mandaten auf dem dritten Platz.
Bei der Parlamentswahl 2016 erreichte die Partei mit 11,0 % der Stimmen 19 der insgesamt 150 Sitze im Nationalrat der Slowakei.
Sowohl bei der Europawahl 2014 wie auch bei der Europawahl 2019 konnte OĽaNO jeweils einen Sitz erreichen. In der Legislatur ab 2014 schloss sich die Partei dabei der Fraktion der Europäischen Konservativen und Reformer an. Nach der Wahl 2019 schloss sich der EU-Abgeordnete der OĽaNO, Peter Pollák, der christdemokratischen EVP-Fraktion an.
Bei der Parlamentswahl 2020 erreichte die Partei 25,0 % der Stimmen und wurde mit 53 der insgesamt 150 Sitze stärkste Kraft im Nationalrat der Slowakei. Sie vereinbarte eine Mitte-rechts-Koalition mit Sme rodina, Sloboda a Solidarita und Za ľudí. Matovič wurde zum Ministerpräsidenten gewählt, in seinem Kabinett stellt OĽaNO als größte Koalitionspartnerin sieben Minister. nach diversen Streitigkeiten innerhalb der Koalition trat Matovič als Ministerpräsident zurück. Der ebenfalls der OĽaNO angehörende bisherige Finanzminister Eduard Heger wurde am 1. April 2021 als neuer Premier vereidigt und restaurierte die bisherige Koalitionsregierung. Matovič blieb Parteivorsitzender und gehört dem Kabinett weiter als Finanzminister und stellvertretender Premierminister an.
Nach dem Rücktritt von dem Ministerpräsident Eduard Heger, der sich kurz darauf der Partei Demokrati anschloss, und damit dem Zusammenbruch der Regierung Heger, wurden Nationalratswahlen von der Präsidentin der Slowakei Zuzana Čaputová für den 30. September 2023 ausgerufen. Dabei ging OĽaNO ein Wahlbündnis mit den Parteien Za ľudí und Kresťanská únia, das sich „OĽaNO a priatellia“ (slowakisch für „Gewöhnliche Leute und unabhängige Personen und Freunde“) nannte, ein. Auch wurde die Farbe Grau primär im Logo und Kundgebungen für das Bündnis verwendet. Dies ist aktuell immer noch der Fall.
Bei der Wahl zum Nationalrat der Slowakischen Republik erhielt das Wahlbündnis 8,9 % der Wählerstimmen und damit stellte es 16 Abgeordnete. Kurz nach dem Einzug in das slowakische Parlament wurde OĽaNO auf „SLOVENSKO“ umbenannt und später die Bezeichnung „Bewegung“ hinzugefügt.

## Wahlergebnisse im Überblick
| Jahr | Wahl                  | Wähleranteil | Parlamentssitze | Platz | Position              |
| ---- | --------------------- | ------------ | --------------- | ----- | --------------------- |
| 2012 | Nationalratswahl 2012 | 8,6 %        | 16/150          | 3.    | Opposition            |
| 2014 | Europawahl 2014       | 7,5 %        | 1/14            | 4.    | —                     |
| 2016 | Nationalratswahl 2016 | 11,0 %       | 19/150          | 3.    | Opposition            |
| 2019 | Europawahl 2019       | 5,3 %        | 1/14            | 5.    | —                     |
| 2020 | Nationalratswahl 2020 | 25,0 %       | 53/150          | 1.    | Regierungsbeteiligung |
| 2023 | Nationalratswahl 2023 | 8,9 %        | 16/150          | 4.    | Opposition            |
| 2024 | Europawahl 2024       | 2,0 %        | 0/15            | 9.    | —                     |